# Трирский клад монет

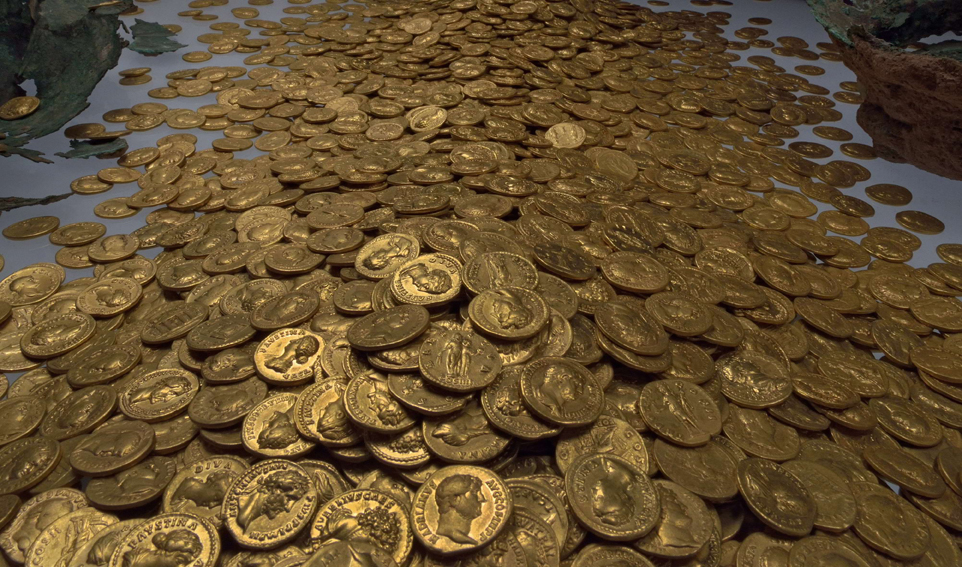
Монеты из Трирского клада, выставленные для обозрения в Рейнском земельном музее

Трирский клад золотых монет (нем. Trierer Goldmünzenschatz) — клад, состоящий из древнеримских золотых монет, найденный в 1993 году при строительных работах в немецком городе Трире. Клад содержал в целом 2.650 золотых ауреусов, общим весом около 18,5 килограммов. Является самым крупным кладом золотых монет Римской империи. Более 99% всех найденных монет были отчеканены между 63 и 168 годами н.э., что соответствует примерно 1/10 всех известных древнеримских золотых монет этого периода. В настоящее время сокровище хранится в Рейнском земельном музее Трира (земля Рейнланд-Пфальц). Стоимость драгоценного металла по весу, составляющего клад, на декабрь 2023 года, составила 1,217 миллионов американских долларов, или 1,106 миллионов евро. Какова историческая и антикварная ценность найденных монет, оценить невозможно. 

## История находки
В 1993 году в Трире на территории одной из больниц были начаты земляные и строительные работы по созданию новой автомобильной парковки. Параллельно с ними свои изыскания начали на этом месте археологи из Рейнского земельного музея, во время которых они обнаружили остатки стен и подвал находившихся там древнеримских зданий. В послеобеденное время 9 сентября 1993 года к месту раскопок пришли любители-кладоискатели, откопавшие на строительной площадке сперва отдельные золотые монеты в отвале строительного мусора, оставленного экскаватором после работ. Один из копателей, надеясь найти ещё больше ценностей, вернулся к месту раскопа вечером с металлоискателем, и уже через короткое время обнаружил «кучу золота», состоявшую из 1389 ауреусов. Монеты были частично сросшиеся и слипшиеся в глине друг с другом из-за длительного воздействия коррозии. Далее он же нашёл в подвальном помещении бронзовый сосуд с ещё 561 золотой монетой. Кладоискатель собрал найденные сокровища в ведро и пластиковый мешок, и отвёз к себе домой, однако на следующее утро передал находку в Рейнский земельный музей Трира.
Другой клад из золотых монет был также открыт в Трире на той же улице, что и предыдущий, при строительных работах при отеле Кокельсберг. Как и в предыдущем случае, собиратели-любители последовали за грузовиком, вывозившим строительный мусор. Слухи о найденном золоте между тем распространились по городу, и в поисках сокровищ приняли участие уже и рабочие со стройки, водитель грузовика и постояльцы отеля, нашедшие вместе ещё больше 400 золотых монет. Всего 19 человек, участвовавших в поисках, передали музею 2.518 монет. Несомненно, некоторая часть находки осталась на руках у кладоискателей. Общее число находившихся в кладах ценностей оценено в 2.650 монет.

## История кладов
Позднейшие из отчеканенных монет, найденных в Трире, датируются 193 и 196 годами н.э. На этот исторический период приходится время гражданской войны в Древнем Риме между императором Септимием Севером и его противником Клодием Альбином. Трир был в 196 году н.э. осаждён войсками Клодия Альбина, однако взять город им не удалось. Предположительно, владелец сокровища был сторонником Альбина, и после его поражения был вынужден бежать из города, либо был казнён властями при «чистках», проведённых Септимием Севером в отношении своих врагов.

## Хранение и описание клада
Золотые монеты первоначально хранились в округлом бронзовом котле высотой в 25 сантиметров, разломанном при земляных работах ковшом экскаватора. Котёл закрывался плотной крышкой с ручкой. Монеты в котле находились упакованными в два кожаных мешочка, которые частично сохранились.
Более, чем 96% всех монет из Трирского клада были отчеканены в Риме, остальные в Лионе. Содержание золота в них составляет в среднем 99,05%, что является металлом высочайшей пробы. В состав клада входили около 80 ранее неизвестных монет и их вариаций. На монетах можно видеть изображения 29 различных императоров и их родственников, при этом наибольшее число монет отчеканены в правление Нерона (866 штук) и Веспасиана (819 штук), остальных намного меньше. Такое распределение отчеканенных монет в целом соответствует другим находкам кладов того времени и связано с проводимыми в Древнем Риме денежными реформами. В 64 году н.э. при Нероне начали чеканить более лёгкие по весу ауреусы. Ранее выпущенные более тяжёлые монеты были постепенно изъяты из обращения и заменены монетами нового чекана. После 167/168 годы н.э. золотые монеты среди находок Трирского клада определённое время не встречаются. Основанием для этого может быть эпидемия чумы, охватившая тогда и Трир. Возможно, что хозяин клада вынужден был поспешно бежать из охваченного чумой города, и вернулся обратно лишь через несколько лет. После этого перерыва во времени в кладе были обнаружены лишь несколько монет чеканки периода с 193 по 196 год н.э.

## Ограбление
Ранним утром 8 октября 2019 года неизвестные преступники вломились в здание Рейнского земельного музея и попытались взломать витрины, защищённые пуленепробиваемым стеклом, в которых хранились золотые монеты из Трирского клада. Попытка ограбления не удалась, но преступники смогли бежать до появления полиции. Попытки обнаружить грабителей к успеху не привели, однако позднее один из них был пойман в Нидерландах и передан германским властям.

## Галерея

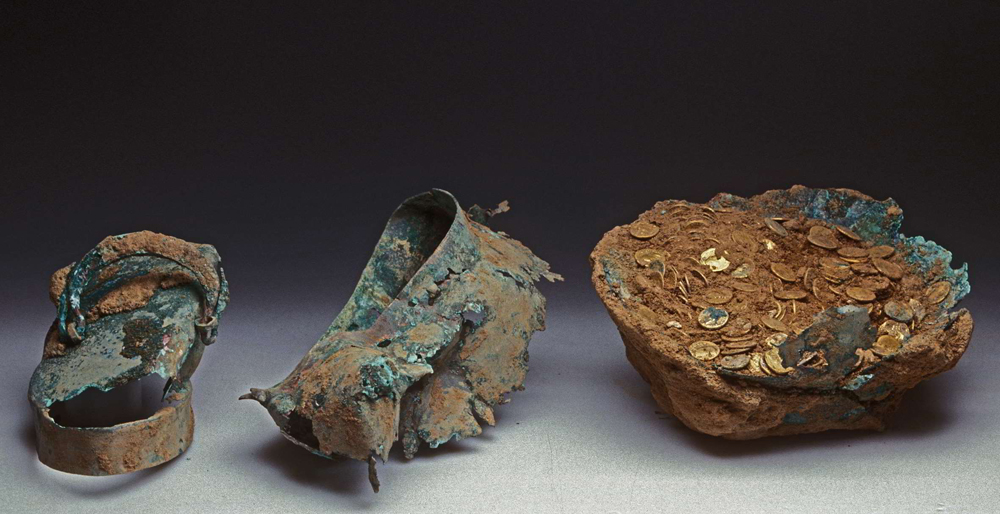
Бронзовый котёл, в котором хранились монеты
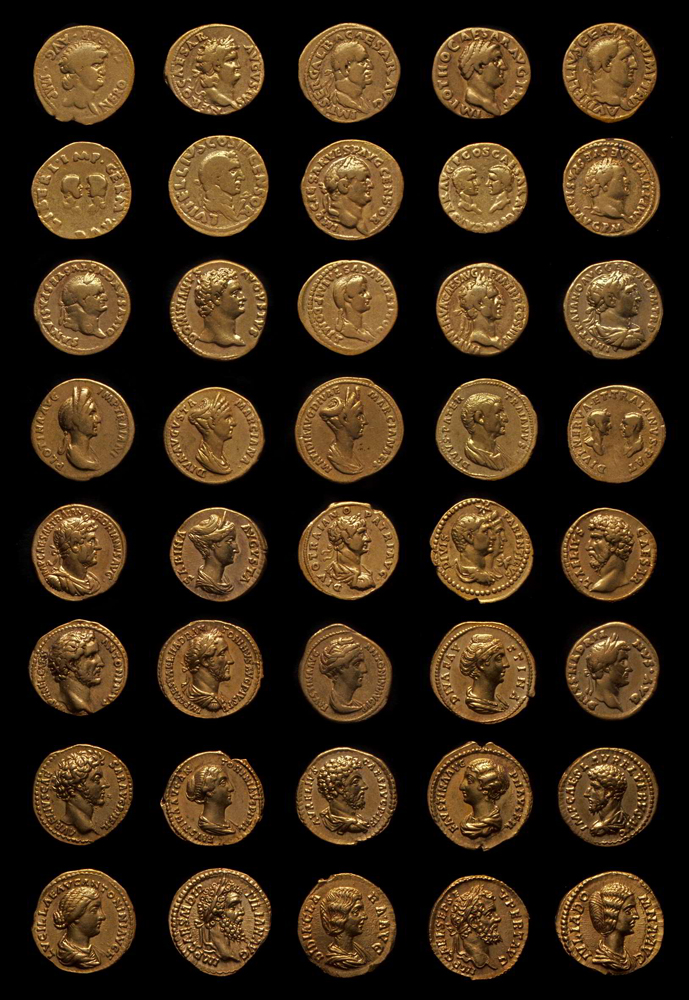
Образцы золотых монет с изображениями правивших римских императоров и членов их семей